# Hühnerbach (Lafnitz)
Der Hühnerbach ist ein fließendes Gewässer in Österreich.
Er entspringt in Bad Waltersdorf und fließt durch den Bezirk Hartberg-Fürstenfeld.
Die Gesamtlänge von der Quelle bis Einmündung beträgt 14,871 km.
Im Rahmen des Gesamthochwasserschutzprojektes der Stadtgemeinde Fürstenfeld wurde die Errichtung des neuen Hochwasserrückhaltebeckens, mit einem Rückhaltevolumen von 470.000 m³, am Hühnerbach in Altenmarkt fertiggestellt.